# Marco Biagianti
Marco Biagianti (ur. 19 kwietnia 1984 we Florencji) – włoski piłkarz występujący najczęściej na pozycji defensywnego pomocnika.

## Kariera klubowa
Marco Biagianti jest wychowankiem Fiorentiny. Sezon 2003/2004 spędził na wypożyczeniu w Fano Calcio, z którym zajął 9. miejsce w grupie B Serie C2. Podczas kolejnych rozgrywek Włoch był zawodnikiem Chieti Calcio, z którym uplasował się na 17. pozycję w grupie B Serie C1. W 2005 kierownictwo Fiorentiny sprzedało Biagiantiego do Pro Vasto. Z nowym klubem Włoch przez półtora roku występował w rozgrywkach czwartej ligi.
W 2007 Biagianti podpisał kontrakt z beniaminkiem pierwszej ligi – Catanią Calcio. W Serie A zadebiutował 7 kwietnia w przegranym 0:2 spotkaniu z Romą. Miejsce w podstawowym składzie Catanii wywalczył sobie w sezonie 2008/2009, kiedy to nowym trenem drużyny był już Walter Zenga. Pierwszego gola dla sycylijskiego zespołu Włoch zdobył 30 sierpnia 2009 w przegranym 1:2 spotkaniu z Parmą. Od początku sezonu 2009/2010 Biagianti w linii pomocy Catanii występował najczęściej z Argentyńczykami: Ezequielem Carbonim, Mariano Izco, Cristianem Llamą i Adrianem Ricchiutim. Dobra gra Biagiantiego sprawiła, że jego pozyskaniem zainteresowało się kilka włoskich klubów. Podczas zimowego okienka transferowego w 2010 media pisały o ewentualnych transferach do Milanu lub Genoi, jednak wychowanek Fiorentiny pozostał ostatecznie w Catanii.
W Serie A rozegrał 174 spotkania i zdobył trzy bramki.

## Kariera reprezentacyjna
29 maja 2009 Marcello Lippi powołał Biagiantiego do kadry reprezentacji Włoch na towarzyskie spotkanie z Irlandią Północną. Mecz został rozegrany 6 czerwca, Biagianti przesiedział go na ławce rezerwowych, a debiut w drużynie narodowej zanotował wówczas jego klubowy kolega – Giuseppe Mascara.